# Luvale (sprog)
Luvale er et bantusprog, der tales i Angola og Zambia.
| Sprog | Spire Denne artikel om sprog er en spire som bør udbygges. Du er velkommen til at hjælpe Wikipedia ved at udvide den. |